# Gesta Wulinensis
Gesta Wulinensis ecclesiae pontificum, ungefär Biskoparnas vid Wolinkyrkan gärningar, är en påstådd försvunnen handskrift och krönika på latin. Den presenteras i boken Vikingakungens guldskatt från 2021 skriven av Sven Rosborn  med bidrag av Tomas Sielski. Boken tar upp krönikan som äkta, redovisar dess innehåll och drar slutsatser om ett behov av att revidera Danmarks äldre historia.
Enligt boken ska texten beskriva Pommerns historia från biskopens Ottons första missionsresa på 1120-talet fram till 1173. Den ska även innehålla uppgifter om Danmarks äldsta historia från tidigt 900-tal fram in i 1000-talet. Skriften ska bestå av tre oberoende delar som behandlar skilda perioder.
I boken återges ett antal citat från dagböcker från 1840- och 1850-talen av prästen i Gross Weckow  som uppges funnit originalet till Gesta Wulinensis. Citaten uppges vara förmedlade genom brevväxlingen mellan Antonina Chmielinska (översättaren) och hennes dotter Stanislawa, gift Sielski. Endast avfotograferingar från delar av anteckningsboken från 1960-talet har hittills publicerats.

## Kröniketextens historia enligt boken
Boken hävdar att krönikan funnits från 1170-talet till 1535 i Kolbatz-klostret, vars bibliotek delades upp under reformationen då denna skrift hamnade hos hos grevefamiljen i Wiejkowo (tidigare Gross Weckow), Polen. Omkring 1841 skall prästen i Gross Weckow fått tillgång till grevens bibliotek och arkiv och tagit hem handskriften tillsammans med en rad andra. Efter Tysklands nederlag i andra världskriget 1945 övertogs prästens arkiv av den polska familjen Sielski, och en medlem av denna familj, Antonina Chmielinska ska ha översatt hela den latinska texten till polska omkring 1963 med hjälp av historikern och ledaren för Polens nationalmuseum i Warszawa, Stanisław Lorentz. Denna översättning nämndes första gången i en artikel i januari 2020.

## Ifrågasättande av krönikans existens
Bland andra historikern Kurt Villads Jensen och arkeologen Wojtek Jezierski har framfört hård kritik om att "Gesta wulinensis inte kan vara en översättning av en latinsk källa från 900-talet, utan måste anses utgöra en förfalskning". Även andra recensenter har kritiserat att originalmaterialet inte har presenterats för en vidare krets av forskare.
Jensens och Jezierskis ifrågasättande bemötte sedan Sven Rosborn i en artikel "Att koka soppa på en spik".